# Serkay Tütüncü
Serkay Tütüncü (Esmirna, 7 de febrero de 1991) es un actor y modelo turco, conocido por interpretar el papel de Ozan Dinçer en la serie Bay Yanlış.

## Biografía
Serkay Tütüncü nació el 7 de febrero de 1991 en Esmirna (Turquía), en el seno de una familia de origen albanés.

## Carrera
Serkay Tütüncü realizó sus estudios de actuación en la Ege University, una universidad pública de Turquía. En 2016 participó como concursante en el programa de televisión transmitido por TV8 Survivor 2016. En 2016 y 2017 presentó el programa de televisión Para Bende transmitido por TV8. En 2018 hizo su primera aparición en la pantalla chica con la miniserie de suspenso emitido en Kanal D İnsanlık Suçu, en la que interpretó el papel de Gökhan Gökdemir. En 2019 y 2020 interpretó el papel de Volkan Çekerek en la serie emitida en Kanal D Afili Aşk.
En 2020 se unió al elenco de la serie emitida en Fox Bay Yanlış, donde interpretó el papel del cocinero Ozan Dinçer y donde se compromete con Deniz Koparan (interpretada por Cemre Gumeli).
En 2021 interpretó el papel de Ikler Ilgaz en la serie emitida en Fox Masumiyet. Al año siguiente, en 2022, interpretó el papel de Alaz en la serie web de beIN CONNECT Hayaller ve Hayatlar. En el mismo año, ocupó el papel de Yakup Ortaç en la serie emitida en Fox Kusursuz Kiracı.

## Vida personal
Serkay Tütüncü estuvo vinculado sentimentalmente con la actriz İlayda Alişan hasta 2021, a quien conoció en el set de la serie Masumiyet. Además, la profesora de yoga Nesli Alagil también ha estado en una relación. Más tarde se comprometió con la actriz Cemre Gümeli, a quien conoció en el set de la serie Bay Yanlış.

## Filmografía

### Televisión
| Año       | Título          | Personaje       | Cadeña  | Notas        |
| --------- | --------------- | --------------- | ------- | ------------ |
| 2018      | İnsanlık Suçu   | Gökhan Gökdemir | Kanal D | 8 episodios  |
| 2019-2020 | Afili Aşk       | Volkan Çekerek  | Kanal D | 38 episodios |
| 2020      | Bay Yanlış      | Ozan Dinçer     | Fox     | 14 episodios |
| 2021      | Masumiyet       | Ikler Ilgaz     | Fox     | 13 episodios |
| 2022      | Kusursuz Kiracı | Yakup Ortaç     | Fox     | 6 episodios  |

### Web TV
| Año  | Título               | Personaje | Plataforma   | Notas        |
| ---- | -------------------- | --------- | ------------ | ------------ |
| 2022 | Hayaller ve Hayatlar | Alaz      | beIN CONNECT | 26 episodios |

## Programas de televisión
| Año       | Título        | Cadeña | Notas       |
| --------- | ------------- | ------ | ----------- |
| 2016      | Survivor 2016 | TV8    | Concursante |
| 2016-2017 | Para Bende    | TV8    | Anfitrión   |

## Premios y reconocimientos
| Año  | Premio              | Categoría                            | Trabajo   | Resultado |
| ---- | ------------------- | ------------------------------------ | --------- | --------- |
| 2020 | Turkey Youth Awards | Mejor actor de televisión de reparto | Afili Aşk | Ganador   |